# Baltoji Vokė
Baltoji Vokė è una città della Lituania, situata nella contea di Vilnius.